# آبشار ماهامانینا
آبشار ماهامانینا (به لاتین: Mahamanina Falls) یک آبشار در ماداگاسکار است که در امبانجا واقع شده است.